# Rose-Croix esthétique
Pour les articles homonymes, voir Esthétique (homonymie).
La Rose-Croix esthétique, ou ordre du Temple de la Rose-Croix, est un mouvement artistique, à la fois proche du symbolisme et de l'ésotérisme fin de siècle, créé par Joséphin Peladan en 1890.

## Rupture avec la Rose-Croix kabbalistique
Ce mouvement est en fait une rupture, contre l'Ordre kabbalistique de la Rose-Croix, à cause de l'opposition entre le catholicisme farouche de Joséphin Peladan et l'œcuménisme de Stanislas de Guaita. La séparation est officialisée en juin 1890, dans l'Initiation, le journal de Papus. Peladan, devenu « Sâr Mérodack Peladan », reconnaît l'intérêt du travail commun des membres de cet ordre pour renforcer le courant hermétique. Mais il met en avant son caractère absolutiste de catholique romain, en opposition à l'éclectisme de ses pairs qui s'intéressent également au bouddhisme et au spiritisme. Il déclare alors désirer simplement détacher « de la Rose-Croix un tiers-ordre intellectuel pour les Romains, les Artistes et les femmes »

## Les Salons de la Rose-Croix
Le 23 août 1891, Les Petites Affiches publient les statuts du Salon de la Rose-Croix, conformément à la loi sur les sociétés. Les signataires sont Joséphin Peladan, le comte Léonce de Larmandie, Gary de Lacroze, Élémir Bourges, le comte Antoine de La Rochefoucauld. Leur objet est l'organisation d'expositions des beaux-arts. L’ordre du Temple de la Rose-Croix prend alors une dimension légale, peu de temps après s'être complètement dissocié de la Rose-Croix Kabbalistique. Diverses publications, programmes, manifestes de l'ordre sont publiés, annonçant la manifestation et en définissant les règles.
Dans les Salons de la Rose-Croix, les références musicales du mouvement seront Erik Satie et Richard Wagner. Peladan adorait Wagner et écrivit le manifeste du mouvement Rose-Croix après avoir assisté à une représentation de son opéra Lohengrin. Selon l'historienne de l'art Laurinda S. Dixon, « Erik Satie, compositeur officiel de la Rose-Croix, a déclaré que sa mission était de présenter la culture française avec un modèle wagnérien, mais « sans chou croute » (sans choucroute) » et parmi les idées partagées par les cercles Rose-Croix et les drames wagnériens figuraient « le pouvoir évocateur du symbole, le concept d'union des arts, l'ambiguïté sexuelle, l'ambivalence envers les femmes ("l'adhésion à la Rose + Croix était interdite aux femmes (...) Les expositions du salon étaient peuplées d'images de muses inspirantes, de vierges immaculées et d'incarnations d'idéaux abstraits. Brunhilde de Wagner et ses sœurs Valkyrie sont apparues aux côtés de nombreuses muses féminines, saints et saintes femmes comme exemples de la 'femme fragile'. L’opposé de Brunhilde, Kundry, représentait un autre leitmotiv rosicrucien préféré, la femme fatale malveillante", la notion de fierté raciale ancienne, la réforme sociale et intellectuelle, la religion la ferveur, et surtout la glorification de l'artiste dans la société ».
Le projet intellectuel est le retour de l'idéalisme dans l'art. Les peintres qui exposent ne doivent pas nécessairement adhérer à la doctrine rosicrucienne. Les peintres étrangers y sont aussi accueillis.
Ces Salons se sont tenus chaque année de 1892 à 1897.

### Premier Salon (1892)

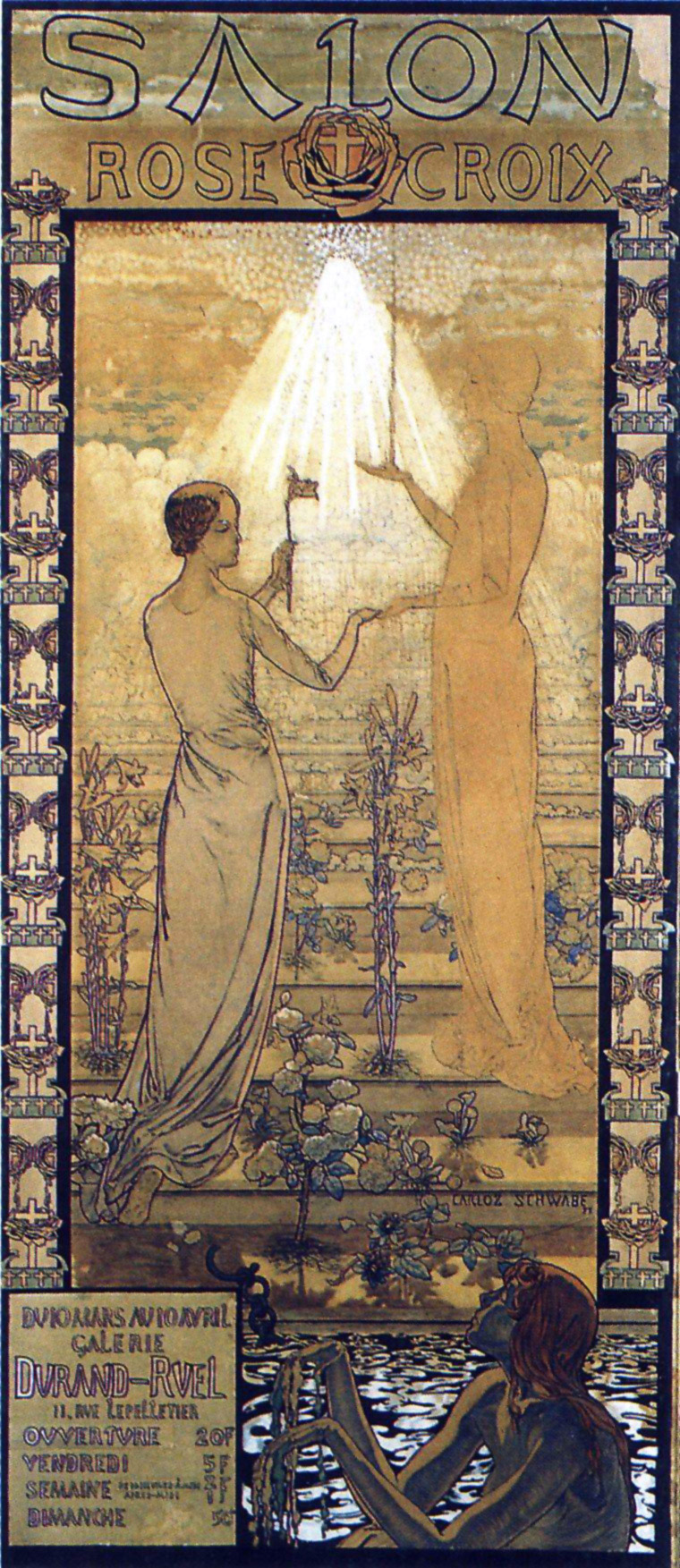
Carlos Schwabe, 1er Salon Rose-Croix (1892), affiche lithographiée.

Le 10 mars 1892, le « Sâr » ouvre le premier Salon rosicrucien dans la galerie de Paul Durand-Ruel à Paris, en réaction au Salon des artistes français et à celui de la Société nationale des beaux-arts. Le succès est assuré par la popularité des romans de Peladan et par l'intense campagne de presse menée. Tout-Paris se presse lors des deux jours d'inauguration. On y croise Gustave Moreau et Pierre Puvis de Chavannes, Paul Verlaine, Stéphane Mallarmé et Émile Zola, officiels et ambassadeurs, ainsi que Ray Nyst, Consul de la Rose-Croix en Belgique. L'impact dans la presse et la mémoire collective est considérable. On peut y voir, entre autres, des œuvres des peintres Fernand Khnopff, Ferdinand Hodler, Alexandre Séon, Henri Martin, Jean Delville, Alphonse Osbert, Armand Point, Jan Toorop, Edmond Aman-Jean, Eugène Grasset, Antoine Bourdelle, Félix Valloton, Charles Filiger, Albert Trachsel, Émile Bernard, Georges Rouault, Rogelio de Egusquiza, Carlos Schwabe (qui réalise l'affiche du Salon), Théo P. Wagner, des sculptures d'Alexandre Charpentier, Jean Dampt, Auguste de Niederhausern. Erik Satie, proche de Peladan à cette époque, compose pour les vernissages les Sonneries de la Rose+Croix. Des concerts — où l'on joue Richard Wagner, Louis Benedictus, Palestrina — et des représentations théâtrales accompagnent l'événement.
Au cours de ce Salon, Peladan se dispute avec le comte Antoine de La Rochefoucauld, mécène de l'ordre sous le titre d'archonte. Peladan dissout légalement son ordre par une publication dans Les Petites Affiches, tout en conservant ses prétentions artistiques.
Le premier Salon de la Rose-Croix constitue un symptôme significatif de l'idéalisme fin-de-siècle. Il en devient vite un symbole suscitant débats et une historiographie abondante.

### Deuxième Salon (1893)
Le deuxième Salon rosicrucien a lieu du 28 mars au 30 avril 1893, dans le dôme central du Champ-de-Mars à Paris, vestige de l'Exposition universelle de 1889. L'absence de moyens financiers, due au départ de La Rochefoucault, force le « Sâr » à réduire son choix. Fernand Khnopff domine l'exposition avec des œuvres telles que L'Offrande et I lock my door upon myself. Les peintres belges sont plus présents avec Jean Delville à leur tête. Edmond Aman-Jean réalise l'affiche du deuxième Salon.

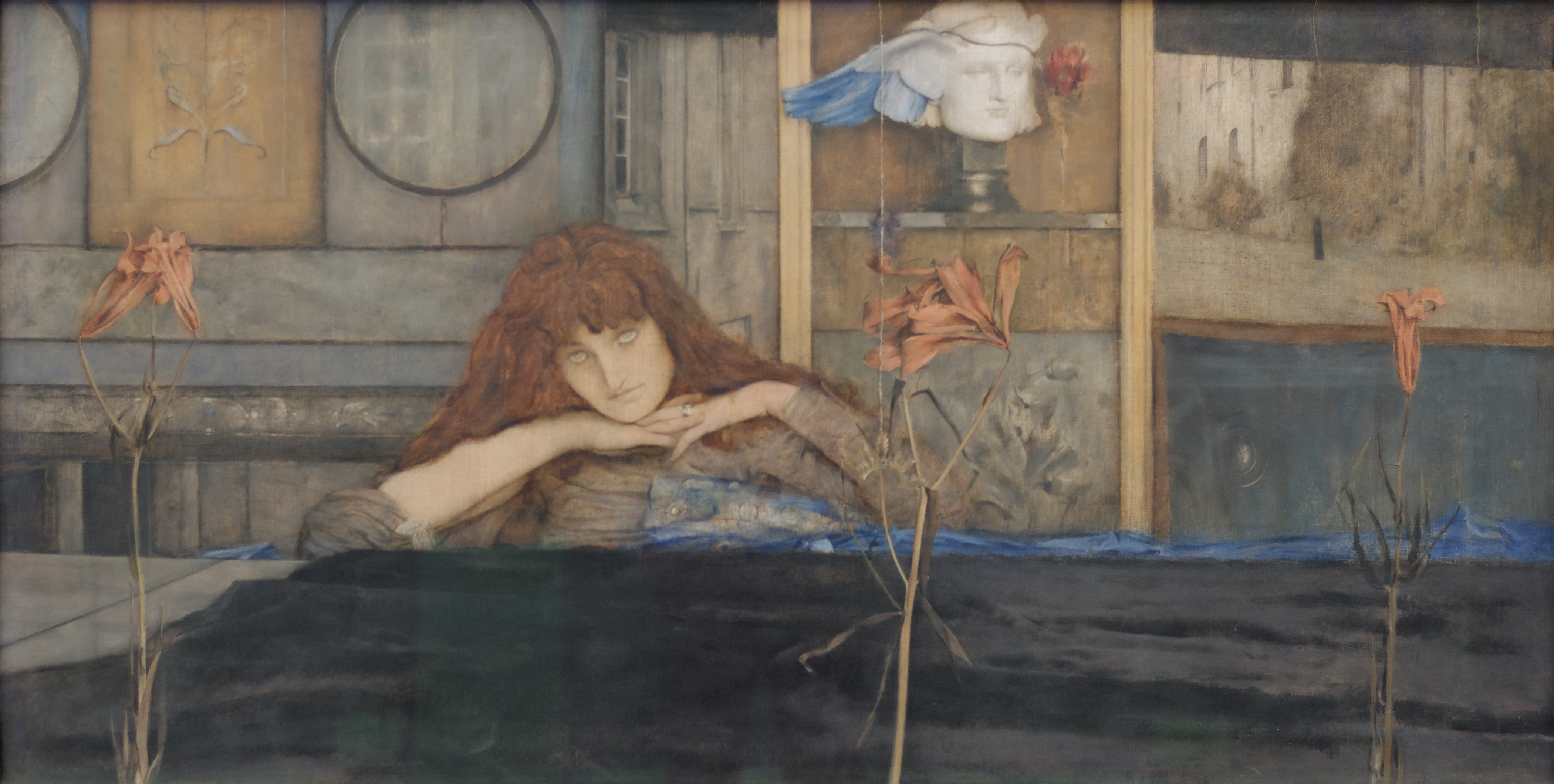
Fernand Khnopff, I lock my door upon myself (1891), Munich, Neue Pinakothek. Exposé au 2e Salon Rose-Croix (1893).

### Troisième Salon (1894)

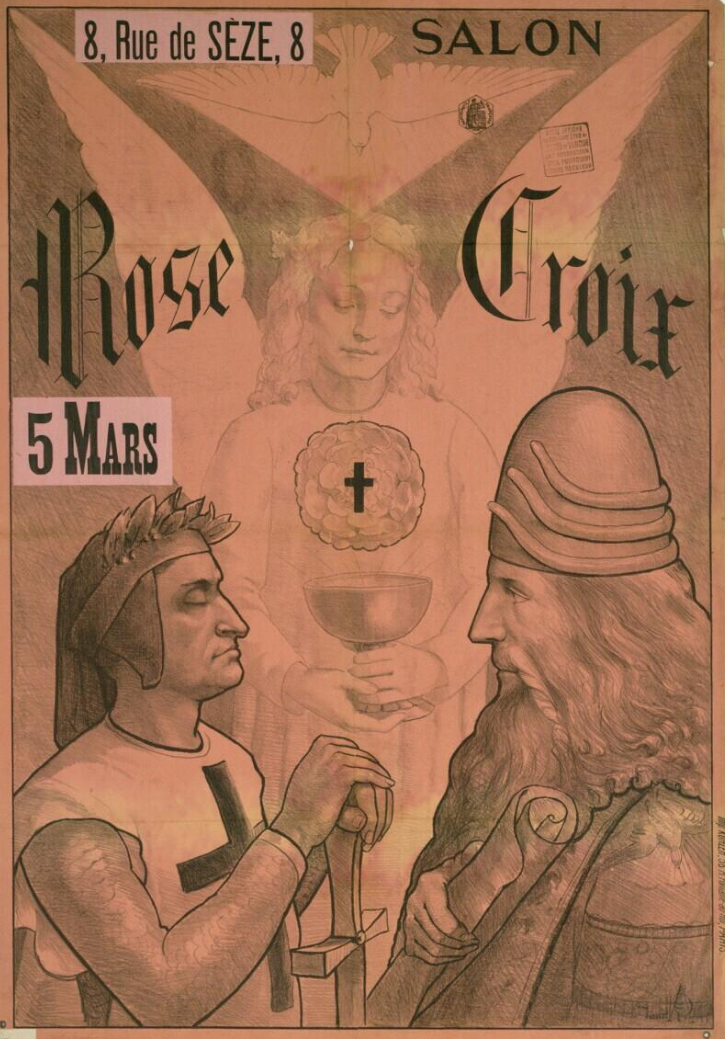
Gabriel Albinet, 3e Salon Rose-Croix (1894), affiche lithographiée.

Ce Salon ouvre le 8 mai 1894, avec le financement d'un ami de Larmandie, dans la salle exiguë de la galerie des artistes contemporains de la rue de la Paix à Paris. L'exposition doit se limiter à 83 œuvres. Jean Delville domine le Salon avec Une fin de règne inspirée de Gustave Moreau et un Orphée mort. Fernand Khnopff présente trois œuvres mineures. Parmi les autres exposants, on peut noter Alexandre Séon, Armand Point, et l'Américain Pinckney Marcius-Simons. L'affiche du troisième Salon est due à Gabriel Albinet.
Dans son Art idéaliste et mystique, doctrine de la Rose-Croix, publié chez Chamuel en 1894, Peladan fait le constat de l'échec de ses Salons. Il assure pourtant la victoire esthétique de l'idéalisme.

### Quatrième Salon (1895)
Ce Salon a lieu du 20 mars au 20 avril 1895 à la galerie des artistes contemporains, rue de la Paix à Paris. Son retentissement est faible. Fernand Khnopff n'y participe pas.

### Cinquième Salon (1896)

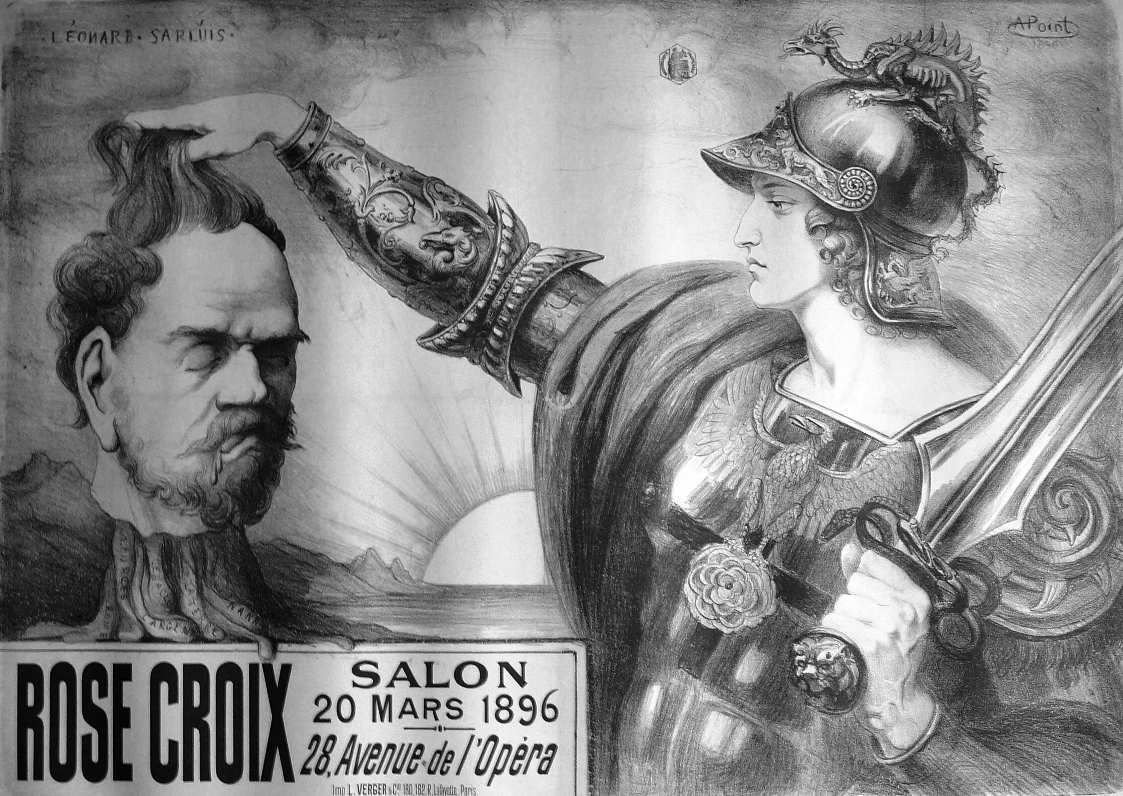
Léonard Sarluis et Armand Point, 5e Salon Rose-Croix (1896), affiche (reproduction en noir et blanc).

Ce Salon s'ouvre, le 25 avril 1896, à la salle des arts réunis, avenue de l'Opéra à Paris, en l'absence de Peladan, parti en voyage de noces en Italie. L'affiche d'Armand Point et de Léonard Sarluis représente un David casqué brandissant la tête coupée de Goliath-Zola.
La manifestation des Rose-Croix devient « de plus en plus restreinte et privée, par le départ et l'embourgeoisement de son chef. »

### Sixième Salon (1897)

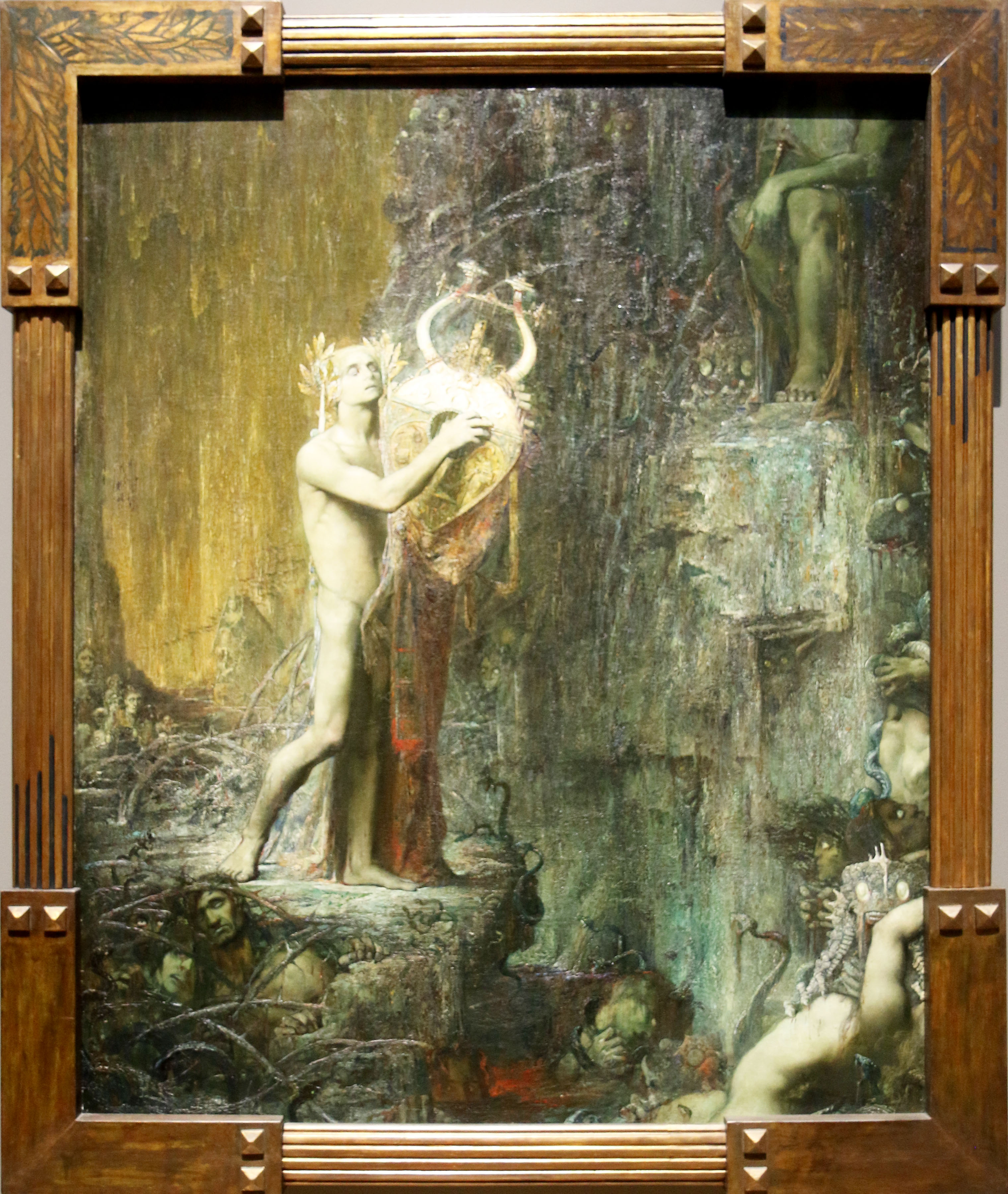
Pierre Marcel-Béronneau, Orphée, musée des Beaux-Arts de Marseille. Exposé au 6e Salon Rose-Croix (1897),.

Ce dernier Salon a lieu dans la galerie Georges Petit à Paris. Il réunit 217 œuvres dont 53 d'Alexandre Séon. Après ce sixième Salon, Peladan prononce la mise en sommeil de l'ordre. Douze élèves de Gustave Moreau sont présents au dernier Salon de la Rose-Croix : André Berthon, Antonin Bourbon, Jean Danguy, Raoul du Gardier, Pierre Marcel-Béronneau, Edgar Maxence, Charles Milcendeau, Léon Printemps, Paul Renaudot, Georges Rouault, Henri Thiriet et Philibert Vigoureux. Le livret de la VIe Geste esthétique donne pour chaque artiste, son adresse et le titre de ses œuvres.

## LesSyncelli acata
Il s'agit de prises officielles de l'ordre, souvent publiées en annexe des romans de Peladan. Leur intérêt littéraire n'est pas toujours important, mais elles permettent de structurer la chronologie de l'ordre.

## La littérature rosicrucienne
Celle-ci est sans conteste représentée par le cycle La décadence latine de Peladan.
La participation d'Elémir Bourges est certaine, sans que celle-ci soit réellement active. Sa pièce La nef, éditée en 1904, reprend le thème de Prométhée, cher à Peladan et qu'il avait traité dans une de ses propres pièces.
La participation de Saint-Pol-Roux au mouvement n'a jamais été attestée. Lui-même niait avoir connu Peladan. On remarque l'utilisation du terme « magnifique », peu de temps après la création de la Rose-Croix esthétique. Or c'est par ce terme que Peladan désignait ses confrères. Son poème La religion du tournesol publié en 1893 dans la première édition des Reposoirs de la procession est dédié à Antoine de La Rochefoucault, ancien archonte de la Rose-Croix esthétique.

#### Textes de Joséphin Peladan
- Salons de la Rose-Croix (1892-1897), six saisons :
  - Salon de la Rose-Croix (1), mars 1892 : Ordre de la Rose-Croix du Temple. Geste esthétique de 1892, Galerie Durand-Ruel, 1892 ; Geste esthétique. Catalogue du Salon de la Rose-Croix, 10 mars 1892-10 avril 1892, A. Warmont, 1892 ([PDF] en ligne) ;
  - Salon de la Rose-Croix (2), mars 1893 : Catalogue officiel illustré de 160 dessins du second Salon de la Rose-Croix, avec la Règle esthétique et les constitutions de l'Ordre, 28 mars au 30 avril, Palais du Champ-de-Mars, Nilsson, 1893 ;
  - Salon de la Rose-Croix (3), avril 1894 : Ordre de la Rose-Croix. IIIe Geste esthétique. Troisième Salon. Catalogue, Paul Dupont, 1894 ;
  - Salon de la Rose-Croix (5), mars 1896 : Salon de la Rose-Croix du 20 mars au 20 avril 1896, Léopold Verger, 1896 ;
  - Salon de la Rose-Croix (6), mars 1897 : Ordre de la Rose-Croix du Temple et du Graal. VIe Geste esthétique. Sixième Salon, 31 mars 1897, Georges Petit, 1897.
- L'art idéaliste et mystique. Doctrine de l'Ordre et du Salon annuel des Rose-Croix (2e éd. 1894), Elibron Classics, 2001 ([PDF] en ligne).
- La Décadence latine, t. XI : « Typhonia. Avec la règle esthétique du second Salon de la Rose-Croix », Dentu, 1892, 256 p.

#### Études
- Jean Da Silva, Le Salon de la Rose-Croix, 1892-1897, Syros ma Découverte, 1991, 128 p.
- Christophe Beaufils, Joséphin Péladan, essai sur une maladie du lyrisme, Grenoble, Jérôme Millon, 1993.
- Jean-David Jumeau-Lafond, Les Peintres de l'âme, le symbolisme idéaliste en France, Bruxelles, cat. exp. Musée d'Ixelles, 1999-Paris, Pavillon des Arts, 2000.
- Caroline Mignot, Les élèves de Gustave Moreau au dernier Salon de la Rose-Croix, Université de Rennes II, septembre 2000 [maîtrise d'histoire de l'art].
- Jean-David Jumeau-Lafond, Painters of the soul, Symbolism in France, cat. exp., Tampere (Finlande), 2006.
- Jean-David Jumeau-Lafond, « Des Salons pour l’Idéal : Séon et la Rose+Croix », in: Alexandre Séon, La Beauté idéale, cat. exp. Quimper, Silvana Editoriale, 2015.
- Jean-David Jumeau-Lafond, « The reception of the Rose+Croix: a symptom of the 'idealist reaction' », in: Mystical Symbolism: the Salon de la Rose+Croix in Paris 1892-1897, cat. exp. New York, Solomon R. Guggenheim Museum-Venise, Fondation Peggy Guggenheim, 2017.
- Edmond Bertholet, La pensée et les secrets du Sâr Joséphin Péladan, Paris, 1955.
- E.Dautinne, L’œuvre et la pensée de Péladan Bruxelles, 1948
- René-Louis Doyon, La douloureuse aventure de Péladan, Paris, La Connaissance, 1946.